# Hubera jenkinsii
Hubera jenkinsii är en kirimojaväxtart som först beskrevs av Joseph Dalton Hooker och Thomas Thomson, och fick sitt nu gällande namn av Chaowasku. Hubera jenkinsii ingår i släktet Hubera och familjen kirimojaväxter. Inga underarter finns listade i Catalogue of Life.